# Furstendömet Jaisalmer

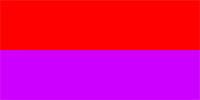
Furstendömets flagga.

Jaisalmer var en vasallstat i västra Rajputana, Indien, med 41 600 km² och 73 370 invånare år 1901. Huvudstad var staden med samma namn.
Det var en del av den stora indiska öknen, genomdraget av långsträckta sanddyner och utan perenna vattendrag, varför jordbruket var högst obetydligt. Till följd av hungersnöden 1897 och 1900 minskades folkmängden med 37 % 1891–1901. Fursten, av rajputstam, bar titeln moharawal.